# Делуш, Доминик
Доминик Делуш (фр. Dominique Delouche; 9 апреля 1931, Париж, Франция) — французский режиссёр, сценарист, продюсер и художник.

## Биография

### Формирование
Во время Второй мировой войны в его родном городе Париже Доменик Делуш переживает «одну из самых сильных художественных эмоций» определившую его профессиональную направленность, когда родители берут его с собой в оперу:

Мне было лет девять или десять, когда я впервые увидел Сержа Лифаря в Suite en Blanc, и контраст с внешним миром немецкой оккупации был невероятным. После угнетённости и мрака, в которых я жил, здесь был волшебный, мистический мир, где танцоры казались ангелами, парящими над землёй. Я никогда не думал, что существует такая красота.Оригинальный текст (англ.)I must have been nine or ten when I first saw Serge Lifar's Suite en Blanc and the contrast with the outside world of the German occupation was beyond belief. After the oppression and blackness I lived with, here was a magical, mystical world where the dancers seemed like angels floating above the ground. I never imagined anything so beautiful existed.— Доменик Делуш (интервью)
Большое влияние на его духовное развитие оказывает католическое образование: 

Ребёнком я был очень набожным, очень мистическим, и я молился регулярно. До моего первого причастия вера занимала много места в моей внутренней жизни.Оригинальный текст (фр.)Enfant, j'étais très pieux, très mystique, et je priais régulièrement. Jusqu'à ma première communion, la foi a occupé beaucoup de place dans ma vie intérieure.— Доменик Делуш (интервью)
Он несколько отходит от религии во время войны и даже становится антиклерикалом ввиду его возмущения коллаборационизмом части духовенства, и, хотя в 17 лет переосмыслит своё религиозное мировосприятие, он останется действительно верующим человеком.
В возрасте 5 лет Доменик Делуш начинает обучение нотной грамоте одновременно с изучением букв алфавита и становится учеником французского пианиста Жана Дуайена. Когда ему исполняется 13 лет, его педагог предлагает ему пройти прослушивание в Консерваторию — но шёл 1944 год: его семья страдала от недоедания, и Доменик Делуш оставляет занятия музыкой на два года, чтобы вылечить свои лёгкие. Когда он возвращается к фортепиано, он понимает, что большой карьеры пианиста уже не сделать. Он переключается на обучение классическому вокалу, который очень любил, у певиц Жермены Любен (фр. Germaine Lubin) и Женевьевы Турен (фр. Geneviève Touraine) и даже получает призы на международных конкурсах вокалистов.
Потом, однако, обращается к изобразительному искусству и архитектуре, учится в Национальной высшей школе изящных искусств, чтобы в конце концов выбрать кино, как синтез его предрасположенностей, и поступить в Высший институт кинематографии (фр. Institut des hautes études cinématographique, теперь Ля Феми).

### Начало работы
Доменик Делуш посещает кинофестивали, пользуясь возможностью увидеть три или четыре фильма в день, и на Венецианском кинофестивале 1954 года знакомится с Федерико Феллини, который там представлял Дорогу.

Я был очень молод. Я хотел снять фильм, но я не видел возможности сделать это; я был очень потерян в мире кино. Так я увидел La Strada, и это было шоком для меня, потому что я обожал её, а она была не очень хорошо принята зрителями. Я думал, что г-н Феллини должен быть очень несчастным и следует сказать ему, что фильм является шедевром. Поэтому я познакомился с ним и на моём бедном итальянском сказал, что его фильм был лучшим на фестивале и, возможно, лучшим из всех, что я когда-либо видел; он был немного смущён и опечален, а Джульетта [Мазина] был позади него в слезах. Они были словно отверженные. Можно подумать, что я воспользовался моментом, но это не так, потому что это было правильное время и правильное место, чтобы быть избранным Феллини как друг. Я спросил его, примет ли он меня в свою команду, и это случилось. Я находился пять лет рядом с ним в качестве его помощника. Это был замечательный период в моей жизни.Оригинальный текст (англ.)I was very young. I wanted to make film, but I did not see the possibility to do that; I was very lost in the world of cinema. So I saw La Strada, and it was a shock for me because I adored it, and it was not well accepted by the audience. I thought that Mr. Fellini must be very unhappy and that one should tell him that the film is a masterpiece. So I met him and in my poor Italian I said that the film was the best of the festival and maybe the best I’d ever seen; he was a bit embarrassed and sad, and Giulietta [Masina] was behind him, weeping. They were like rejected people. One could think that it was opportunistic for me, but not at all because it was the right time and the right place to be elected by Fellini as a friend. I asked him if he would accept me on his team, and that happened. I stood five years beside him as his assistant. It was a wonderful period of my life.— Доменик Делуш (интервью)
Эту встречу Делуш называет «решающей во всех отношениях» для своей жизни
После 5-летнего сотрудничества с Феллини в качестве его ассистента в 3 фильмах: Мошенники, Ночи Кабирии и Сладкая жизнь он чувствует потребность в собственном творчестве.

### Кинорежиссёр
Делуш возвращается во Францию и в 1959 году выпускает свой первый короткометражный фильм Béatrice ou la servante folle, вскоре совершенно забытый, в отличие от следующего, Le Spectre de la danse, положившего начало его танцевальному циклу. Этот фильм был избран для участия в конкурсе 22-го Венецианского кинофестиваля и позволил получить режиссёру некоторую известность.
Делуш продолжает снимать короткометражные фильмы, успешные на фестивалях и посвящённые главным образом разным видам искусства и их авторам-личностям: виолончелисту Морису Жандрону (фр. Maurice Gendron), миму Марселю Марсо, Клоду Моне, Дине Верни и скульптуре Майоля, а также погибшей в Освенциме монахине Эдит Штайн, прежде чем перейти к реализации более крупных проектов. 
Его первый полнометражный фильм Двадцать четыре часа из жизни женщины по новелле Стефана Цвейга с Даниэль Дарьё в главной роли был выбран для участия в официальном конкурсе Каннского кинофестиваля 1968 года. За ним следуют два других художественных фильма: драма Муж желаний с Эмманюэль Рива и Эриком Лаборе, получившая одобрительные оценки критики и награждённая призом Max Ophüls в 1971 году, и, снова с Даниэль Дарьё, музыкальная комедия Божественная (1975), которую ожидает коммерческий провал.
Делуш уходит из кино на несколько лет и работает в театре как режиссёр и художник-постановщик, а в начале 1980-х годов любовь к балету побуждает его вернуться в седьмое искусство «как новичку, снимая короткометражные фильмы», так как у него не было средств на другие. Он замечает, что среди короткометражных фильмов, которые он сделал в начале своей карьеры, спустя годы всё ещё пользуются спросом во всём мире только те из них, на которых запечатлены танцы, и что они приобрели ценность со временем благодаря их качеству исторического свидетельства.
Опираясь на этот факт, он решает снять монографию Aurore о Розелле Хайтауэр и начинающей балерине Элизабет Платель (фр. Elisabeth Platel), а потом — о самой известной французской балерине того времени, Иветт Шовире, Le cygne, где она даёт урок Доминик Кальфуни (фр. Dominique Khalfouni). После окончания съёмок Иветт Шовире просит Делуша снять длинный документальный фильм, включающий 5 или 6 эпизодов с её основными партиями, которым она обучает молодых танцоров.
Этот фильм под названием Yvette Chauviré — Une étoile pour l'exemple, которому предполагалось служить только архивным документом, оказывается первым из серии фильмов, которые выходят в кинотеатрах и встречают  большой успех. Делуш возвращает свой статус кинорежиссёра, быстро создаёт себе репутацию в сфере танцев и находит себя в этой работе режиссёра-документалиста, избрав своей темой сохранение традиций и передачу танцевального наследства от поколения к поколению.
На основе многочисленных архивных документов он продолжает создавать портреты танцоров.
Несмотря на трудности того времени, он снимает в Париже и Москве самую престижную пару Большого театра — Екатерину Максимову и Владимира Васильева (Katia et Volodia, 1989), показывая их повседневную жизнь с отрывками танцевальных произведений. К этому времени французский телеканал Арте проявляет заинтересованность в Делуше и приглашает его на работу с молодой французской балериной Моник Лудьер (фр. Monique Loudières) (Comme les oiseaux, 1992). В 1996 году Делуш выпускает документальный фильм Les cahiers retrouvés de Nina Vyroubova, в котором рассказывает о жизни и творчестве выдающейся русской и французской балерины Нины Вырубовой. В 1997 году, за два месяца до смерти Сержа Перетти, Делуш снимает этот исторический персонаж и ещё денди в 91 год. Майе Плисецкой Делуш посвящает два фильма: Leçon de ténèbres (1985) и Maïa (2000). В 2005 году, во знаменование столетия со дня рождения Сержа Лифаря, Делуш снова обращается к изображению знаменитого танцовщика и хореографа в фильме Serge Lifar. Musagète. В своём последнем фильме Balanchine in Paris (2011) Делуш представляет архивные документы и репетиции нескольких постановок мэтра нео-классического балета в исполнении звёзд Гранд-Опера.

### Работа в театре
Доминик Делуш много работает также как режиссёр-постановщик и художник-постановщик в драматических и музыкальных театрах.
В 1971 году импресарио Габриэль Дюссюрже (фр. Gabriel Dussurget) доверяет молодому режиссёру постановку оперы Жака Шарпентье (фр. Jacques Charpentier) Béatris de Planissolas на организованном им в то время фестивале в Экс-ан-Провансе. На следующий год он предлагает Делушу поставить трагедию Жана Расина Эстер в её первоначальной версии, то есть с большим количеством музыки.
В 1974 году Делуш ставит оперу Дидона и Эней Пёрселла в Opéra Royal в Версале, для которой он также готовит декорации и костюмы.
Повторно Делуш обращается к театру после неудачи с фильмом Божественная. Рольф Либерман, в то время 'управляющий Парижской национальной оперы, в 1978 году приглашает его для постановки оперы Массне Вертер, для которой Делуш также создаёт декорации и костюмы.
В 1984 году в Филармоническом театре Вероны он ставит оперу Обера Манон Леско.
Для драматического театра он, в частности, осуществляет постановку трагедии Расина Баязет и создаёт декорации и костюмы для этого спектакля (парижский театр Silvia Monfort, 1985 год).
В последующие годы Делуш выполняет декорации и костюмы для балетов в сотрудничестве со шведским хореографом Иво Крамером (фр. Ivo Cramér).
В 1989 году, по случаю двухсотлетия Французской революции, Нантский оперный балет представляет оригинальную версию балета Тщетная предосторожность, выполненного в стиле социального и театрального танца XVIII века, когда хореографию танцевали в туфлях на каблуке. Доминик Делуш при создании старинных костюмов и ботинок-ришельё для этого спектакля находит вдохновение в книгах Буше, в частности, Le Pigeonnier. Он также является режиссёром видеозаписи, транслируемой по телевидению во время премьеры и впоследствии выпущенной на DVD.
Делуш работает в Стокгольме в Дроттнингхольмском придворном театре художником-постановщиком для балета Фигаро (швед. Figaro eller Almaviva och kärleken) в 1992 году и для оперы (в интеграции с хореографией) Роланд-рыцарь (Orlando Paladino) (композитор Й. Гайдн) в 1994 году. Для балета Ясон и Медея (композитор Ж.-Ж.Родольф), поставленного в 1992 году «Рейнским балетом» Национальной Рейнской оперы Мюлуза, он использует рисунки иллюстратора и художника по костюмам Луи-Рене Боке (фр. Louis-René Boquet). В 1994 году делает костюмы и декорации для оперы-балета Верный пастух (фр. Il Pastor Fido) (композитора Г. Ф. Генделя) в Баденском государственном театре в рамках Фестиваля Генделя в Карлсруэ (нем. Händel-Festspiele Karlsruhe).

### Литературная деятельность
В 1955 году Доменик Делуш делает обзоры кино для журналов Cahiers du cinéma Cinema Nuovo и L’Express.
Первую книгу Les Chemins de Fellini: suivi du Journal d'un bidoniste Доменик Делуш пишет в 1955 году о работе с Феллини над фильмом «Мошенники». Он возвращается к литературной деятельности, когда ему становится тяжело заниматься кино, не столько в качестве режиссёра, сколько выполняя продюсерские функции для всех своих фильмов.
Доменик Делуш является автором нескольких книг.
Его первая книга Corps glorieux, вышедшая в 2003 году, представляет пятьдесят портретов звёзд танца последних десятилетий. В 2007 году он выпускает воспоминания о Федерико Феллини, Mes felliniennes années: 1954-1960.  В 2009 году выходит его книга о Максе Офюльсе и Даниэль Дарьё, Max & Danielle: les années Darrieux de Max Ophuls. О Джульетте Мазина он пишет в соавторстве с Zoé Valdès и Jean-Max Méjean (Giulietta Masina: la muse de Fellini, 2013). В 2015 году он посвящает своей матери книгу La dernière place, где рассказывает о самых важных встречах в начале его пути и о личностях, которыми отмечены его жизнь и вся эпоха.

### Признание
Доминик Делуш является Кавалером французского Ордена «Искусств и литературы»
23–27 июля 2008 года Film Society of Lincoln Center (Нью-Йорк) проводит ретроспективу работ Доминика Делуша. Цикл «Доминик Делуш: балетный режиссёр» (фр. Dominique Delouche: Ballet Cinéaste) из 10 фильмов включает в себя главным образом его классические фильмы о балете, но также Ночи Кабирии Федерико Феллини, для которого Делуш работал помощником режиссёра, и его первый художественный фильм 24 часа из жизни женщины. Цикл проходит в присутствии Доминика Делуша, который отвечает на вопросы аудитории. Пресса с большим энтузиазмом воспринимает эту ретроспективу. New Yorker, New York Sun и New York Times ему уделяют статьи, причём, последнее издание – на полстраницы с фотографией, что довольно редко для газеты по поводу цикла фильмов.
В 2009 году Доминик Делуш становится гостем Международного кинофестиваля Kinodance в Санкт-Петербурге, где делиться историями и впечатлениями о его карьере режиссёра, представляет свой фильм Вновь обретённые дневники Нины Вырубовой и отвечает на вопросы зрителей.

### Личная жизнь
Личные отношения Делуш затрагивает в интервью для французского сайта Tutti magazine по поводу выхода его книги La Dernière place:

— В главе, посвященной Габриэлю Дюссюрже (Gabriel Dussurget), вы упоминаете вашего друга души и сердца, Бруно. Но кем был Бруно ?
 
— На самом деле, существует больше персонажей, чем те, что упомянуты мной, которые отображают мой образ как своеобразное зеркало... Бруно — это человек, с которым я жил в течение 20 лет. Профессионально он занимался в сфере недвижимости, но он был также был весьма одарённым художественно. Мы без труда разделяли мою любовь к музыке, театру и кино. Эти отношения сначала обозначили период счастья, а затем — великих страданий. Бруно прожил в агонии 18 месяцев в квартире, где я вас принимаю и где он умер. Могу сказать, что  для меня всё разделилось на до и после этой смертью.

— Бруно умер от СПИДа, и вы пишите, что его агония была для вас жизненным уроком...

— Я был практикующим, убеждённым христианином, и я ощущал агонию моего спутника, как каплю воды, которая выливается в чашу, чтобы пополнить кровь Христа. Это формула, которую я нашёл и которая лучше всего соответствует этому очень трудному периоду в моей жизни. Оригинальный текст (фр.)Dans le chapitre consacré à Gabriel Dussurget, vous évoquez votre ami de chair et d'âme Bruno. Mais qui était Bruno ?
Effectivement, ce sont davantage les personnages dont je parle qui renvoient mon image comme une sorte de miroir… Bruno est l'homme avec lequel j'ai vécu pendant 20 ans. Professionnellement, il était dans l'immobilier mais il était aussi très artiste de goût. Nous n'avions aucun mal à partager mon amour de la musique, du théâtre et du cinéma. Cette relation a marqué tout d'abord une période de bonheur, et ensuite de grande souffrance. Bruno a vécu une agonie de 18 mois dans l'appartement où je vous accueille et où il est mort. Je peux dire qu'il y a eu pour moi l'avant et l'après ce décès.
Bruno est mort du Sida et vous écrivez que son agonie fut pour vous une leçon de vie…
J'étais chrétien pratiquant convaincu et j'ai vécu l'agonie de mon compagnon comme la goutte d'eau qu'on verse dans le calice pour compléter le sang du Christ. C'est la formule que j'ai trouvée et qui correspond le mieux à cette période si difficile de ma vie.— Доминик Делуш (интервью)

## Творчество

### Кино
| Работы в кино и на телевидении | Работы в кино и на телевидении | Работы в кино и на телевидении                                                     | Работы в кино и на телевидении                                                        | Работы в кино и на телевидении | Работы в кино и на телевидении                                                            |
| Год                            | Жанр                           | Русское название                                                                   | Оригинальное название                                                                 | Исполнители главных ролей | Примечание                                                                                |
| ------------------------------ | ------------------------------ | ---------------------------------------------------------------------------------- | ------------------------------------------------------------------------------------- | --- | ----------------------------------------------------------------------------------------- |
| 1955                           | х/ф                            | Мошенники / Мошенничество                                                          | Il bidone                                                                             | Бродерик Кроуфорд, Ричард Бейсхарт, Джульетта Мазина | второй помощник режиссёра                                                                 |
| 1957                           | х/ф                            | Ночи Кабирии                                                                       | Le notti di Cabiria                                                                   | Джульетта Мазина, Франсуа Перье | помощник режиссёра, помощник продюсера, актёр (священник с флагом - в титрах отсутствует) |
| 1957                           | х/ф                            | Этот жестокий век                                                                  | Barrage contre le Pacifique (This Angry Age)                                          | Сильвана Мангано, Энтони Перкинс, Джо Ван Флит | второй помощник режиссёра                                                                 |
| 1959                           | к/ф                            |                                                                                    | Béatrice ou la servante folle                                                         | Валентина Кортезе, Валерия Чанготтини | режиссёр                                                                                  |
| 1960                           | х/ф                            | Сладкая жизнь                                                                      | La dolce vita                                                                         | Марчелло Мастроянни, Анита Экберг, Анук Эме | помощник режиссёра                                                                        |
| 1960                           | док. т/сериал                  | Феллини                                                                            | Fellini                                                                               | | он сам                                                                                    |
| 1960                           | док. к/м                       | Спектр танца                                                                       | Le spectre de la danse                                                                | Нина Вырубова, Серж Лифарь, Attilio Labis, Youly Algaroff, Serge Golovine, Yves Brieux                                                                     | режиссёр и автор сценария                                                                 |
| 1961                           | док. к/м                       | Морис Жандрон: метаморфозы виолончели                                              | Maurice Gendron : la métamorphose du violoncelle                                      | Морис Жандрон | режиссёр                                                                                  |
| 1962                           | док. к/м                       | Месса по миру                                                                      | La messe sur le monde                                                                 | | режиссёр и сценарист                                                                      |
| 1962                           | док. к/м                       | Эдит Штайн                                                                         | Edith Stein                                                                           | Эдит Штайн | режиссёр                                                                                  |
| 1964                           | док. к/м                       | Адажио                                                                             | L'adage                                                                               | Нина Вырубова, Attilio Labis | режиссёр                                                                                  |
| 1964—1966                      | док. т/сериал                  | Французские хроники, 1964: эпизод Золушка на Елисейских полях, 1966: эпизод 'Three | Chroniques de France, 1964: эпизод Cendrillon aux Champs-Élysées, 1966: эпизод 'Three | | режиссёр                                                                                  |
| 1965                           | док. к/м                       | Мим Марсо                                                                          | Le mime Marceau                                                                       | Марсель Марсо | режиссёр                                                                                  |
| 1966                           | док. к/м                       | Акварель                                                                           | Aquarelle                                                                             | | режиссёр                                                                                  |
| 1966                           | док. к/м                       | С Клодом Моне                                                                      | Avec Claude Monet                                                                     | Клод Моне | режиссёр и сценарист                                                                      |
| 1967                           | док. к/м                       | Дина у королей                                                                     | Dina chez les rois                                                                    | | режиссёр и сценарист                                                                      |
| 1968                           | док. к/м                       | Цель                                                                               | But                                                                                   | | режиссёр, кинооператор и сценарист                                                        |
| 1968                           | х/ф                            | Двадцать четыре часа из жизни женщины                                              | Vingt-quatre heures de la vie d'une femme                                             | Даниэль Дарьё, Роберт Хоффманн, Ромина Пауэр | режиссёр и сценарист                                                                      |
| 1969                           | х/ф                            | Муж желаний                                                                        | L'homme de désir                                                                      | Эрик Лаборе, Эмманюэль Рива, Франсуа Тиммерман | режиссёр и сценарист                                                                      |
| 1971                           | д/ф                            | Человеческий голос                                                                 | La Voix humaine                                                                       | Дениз Дюваль | режиссёр                                                                                  |
| 1973                           | т/ф                            |                                                                                    | Opéra pour Baudelaire                                                                 | Людмила Микаэль Martine Chevallier | режиссёр                                                                                  |
| 1974                           | док. к/м                       | Смерть молодого поэта                                                              | La mort du jeune poète                                                                | | режиссёр, продюсер и сценарист                                                            |
| 1975                           | х/ф                            | Божественная                                                                       | Divine                                                                                | Даниэль Дарьё, Жан Ле Пулен | режиссёр                                                                                  |
| 1979                           | т/сериал                       | Маленький театр Antenne 2 , 1979: эпизод 1 Рождественские покупки                  | Le petit théâtre d'Antenne 2, 1979: эпизод 1 Achats de Noël                           | | режиссёр                                                                                  |
| 1978                           | т/ф                            | Вертер                                                                             | Werther                                                                               | | режиссёр-постановщик                                                                      |
| 1979                           | т/ф                            | Торжество любви                                                                    | Le triomphe de l'amour                                                                | | художник по костюмам, художник-декоратор                                                  |
| 1979                           | док. к/м                       | Дама из Монте-Карло                                                                | La dame de Monte Carlo                                                                | Edith Stockhausen | режиссёр                                                                                  |
| 1980                           | х/ф                            | Путешествие вдвоём                                                                 | Le voyage en douce                                                                    | Доминик Санда, Джеральдина Чаплин | актёр (человек в музее)                                                                   |
| 1982                           | док. к/м                       | Аврора                                                                             | Aurore                                                                                | Розелла Хайтауэр, Élisabeth Platel | режиссёр                                                                                  |
| 1982                           | док. к/м                       | Шаг за шагом                                                                       | Pas à pas                                                                             | Патрик Дюпон, Джон Ноймайер | режиссёр                                                                                  |
| 1982                           | т/ф                            |                                                                                    | Petrouchka, journal d'une chorégraphie                                                | Патрик Дюпон, Джон Ноймайер | режиссёр                                                                                  |
| 1983                           | док. к/м                       | Лебедь                                                                             | Le cygne                                                                              | Иветт Шовире, Dominique Khalfouni | режиссёр и кинооператор                                                                   |
| 1983                           | т/сериал                       | Большая шахматная доска, 1983: эпизод 1 Живой Кокто                                | Le grand échiquier, 1983: эпизод 1 Cocteau vivant                                     | | режиссёр и сценарист                                                                      |
| 1984                           | док. к/м                       | Вокруг Сильфиды                                                                    | Autour de la Sylphide                                                                 | Ghislaine Thesmar, Michaël Denard, Пьер Лакотт, Yannick Stephant                                                                                           | режиссёр                                                                                  |
| 1985                           | док. к/м                       | Урок тьмы                                                                          | Leçon de ténèbres                                                                     | Майя Плисецкая | режиссёр                                                                                  |
| 1985                           | д/ф                            | Спектр танца                                                                       | Le spectre de la danse                                                                | Нина Вырубова, Серж Лифарь, Attilio Labis | режиссёр                                                                                  |
| 1986                           | т/ф                            | Комедия дель арте: Арлекин, волшебник любви                                        | Comedia dell'arte: Arlequin, magicien par amour                                       | Патрик Дюпон, Élisabeth Platel, Florence Clerc, Monique Loudières                                                                                          | режиссёр                                                                                  |
| 1987                           | т/ф                            | Дань Сержу Лифарю                                                                  | Hommage à Serge Lifar                                                                 | Марсия Хайде, Isabelle Guérin | режиссёр                                                                                  |
| 1988                           | д/ф                            |                                                                                    | Yvette Chauviré — Une étoile pour l'exemple                                           | Иветт Шовире, Dominique Khalfouni, Élisabeth Maurin, Isabelle Guérin, Мари-Клод Пьетрагала, Monique Loudières, Florence Clerc                              | режиссёр, продюсер и сценарист                                                            |
| 1989                           | т/ф                            | Тщетная предосторожность                                                           | La Fille mal gardée                                                                   | Жан Доберваль, Ivo Cramér | режиссёр                                                                                  |
| 1989                           | д/ф                            | Катя и Володя                                                                      | Katia et Volodia                                                                      | Екатерина Максимова, Владимир Васильев, Эрик Вю-Ан, Галина Уланова, Élisabeth Maurin                                                                       | режиссёр, монтажёр и сценарист                                                            |
| 1991                           | док. к/м                       |                                                                                    | Lueur d'étoile                                                                        | | режиссёр                                                                                  |
| 1993                           | д/ф                            | Как птицы...                                                                       | Comme les oiseaux...                                                                  | Патрик Дюпон, Monique Loudières, Cyril Atanassoff,Иветт Шовире, Джером Роббинс, Виолетт Верди, Manuel Legris, Иржи Килиан, Владимир Васильев               | режиссёр                                                                                  |
| 1996                           | д/ф                            | Вновь обретённые дневники Нины Вырубовой                                           | Les cahiers retrouvés de Nina Vyroubova                                               | Нина Вырубова, Cyril Atanassoff, Isabelle Ciaravola, Valéry Colin, Muriel Hallé, Attilio Labis, Milorad Miskovitch, Delphine Moussin, Yann Saïz            | режиссёр                                                                                  |
| 1997                           | д/ф                            | Серж Перетти, последний итальянец                                                  | Serge Peretti, le dernier italien                                                     | Serge Peretti, Nicolas Le Riche, Иветт Шовире, Claude Bessy, Cyril Atanassoff, Jean-Yves Lormeau, Emmanuel Thibault                                        | режиссёр                                                                                  |
| 1998                           | т/ф                            | Ирен Аитофф, гранд мадемуазель                                                     | Irène Aïtoff, la grande mademoiselle                                                  | Ирен Аитофф, Габриэль Бакье, Jane Berbié, Мирей Делюнш | режиссёр                                                                                  |
| 1999                           | т/ф                            |                                                                                    | Denise Duval revisitée, ou La "Voix" retrouvée                                        | Дениз Дюваль, Sophie Fournier, Александр Таро | режиссёр и сценарист                                                                      |
| 2000                           | д/ф                            | Майя                                                                               | Maïa                                                                                  | Майя Плисецкая, Морис Бежар, Владимир Васильев | режиссёр, продюсер и сценарист                                                            |
| 2001                           | т/ф                            | Алисия Маркова, легенда                                                            | Alicia Markova, la légende                                                            | Алисия Маркова, Élisabeth Platel, Laetitia Pujol, Myriam Ould-Brahm, Émilie Cozette, Nolwenn Daniel, Laurence Laffon, Hervé Moreau                         | режиссёр                                                                                  |
| 2001                           | д/ф                            | Виолетта и Мистер Б.                                                               | Violette et Mister B.                                                                 | Виолетт Верди, Nicolas Le Riche, Elisabeth Platel, Isabelle Guérin, Владимир Малахов, Lucia Lacarra, Monique Loudières, Elisabeth Maurin, Margaret Illmann | режиссёр                                                                                  |
| 2005                           | д/ф                            | Серж Лифарь. Мусагет                                                               | Serge Lifar. Musagète                                                                 | Серж Лифарь, Нина Вырубова, Claude Bessy, Attilio Labis, Cyril Atanassoff, Delphine Moussin                                                                | режиссёр, продюсер и сценарист                                                            |
| 2009                           | док. к/м                       |                                                                                    | Huit et demi en six mémos                                                             | | он сам                                                                                    |
| 2009                           | док. т/сериал                  | Это было однажды..., 2009: эпизод Дольче вита                                      | Il était une fois..., 2009: эпизод La dolce vita                                      | | он сам                                                                                    |
| 2011                           | д/ф                            | Баланчин в Париже                                                                  | Balanchine in Paris                                                                   | Ghislaine Thesmar, Isabelle Ciaravola, Lucia Lacarra, Myriam Ould-Braham, Hervé Moreau                                                                     | режиссёр                                                                                  |

### Театр
| Работы в театре | Работы в театре | Работы в театре          | Работы в театре                    | Работы в театре                        | Работы в театре | Работы в театре                                                              |
| Год             | Жанр            | Русское название         | Оригинальное название              | Автор                                  | Место премьеры | Примечание                                                                   |
| --------------- | --------------- | ------------------------ | ---------------------------------- | -------------------------------------- | --- | ---------------------------------------------------------------------------- |
| 1971            | опера           | Беатрис де Планиссоль    | Béatris de Planissolas             | Жак Шарпентье                          | Ancien Archevêché в рамках 24-го Международного фестиваля музыки (Festival international de Musique) Экс-ан-Прованса (Франция) | режиссёр-постановщик                                                         |
| 1972            | драма           | Эстер                    | Esther                             | Жан Расин                              | церковь Saint-Gervais-Saint-Protais в рамках Festival du Marais, Париж (Франция)                                               | режиссёр-постановщик, художник по костюмам                                   |
| 1974            | опера           | Дидона и Эней            | Dido and Aeneas                    | Генри Пёрселл                          | Королевская опера Версаля (Франция)                                                                                            | режиссёр-постановщик, художник-декоратор, художник по костюмам               |
| 1977            | комедия         | Торжество любви          | Le triomphe de l'amour             | Пьер де Мариво                         | Комеди Франсез, Париж (Франция)                                                                                                | художник-декоратор, художник по костюмам                                     |
| 1978            | оратория        | Торжествующая Юдифь      | Juditha Triumphans                 | Антонио Вивальди                       | Grand Théâtre, Бордо (Франция)                                                                                                 | режиссёр-постановщик                                                         |
| 1978            | опера-комик     | Король поневоле          | Le Roi malgré lui                  | Эмманюэль Шабрие                       | Théâtre du Capitole, Тулуза (Франция)                                                                                          | режиссёр-постановщик                                                         |
| 1978            | опера           | Вертер                   | Werther                            | Жюль Массне                            | Опера-Комик, Париж: 1982: Théâtre Graslin, Нант (Франция)                                                                      | режиссёр-постановщик, художник-декоратор, художник по костюмам               |
| 1983            | опера           | Медиум                   | Le Medium                          | Джан Карло Менотти                     | Théâtre Graslin, Нант (Франция)                                                                                                | режиссёр-постановщик, художник-декоратор                                     |
| 1983            | опера           | Амаль и ночные гости     | Amahl et les visiteurs de la nuit  | Джан Карло Менотти                     | Théâtre Graslin, Нант (Франция)                                                                                                | автор текста, режиссёр-постановщик, художник по костюмам, художник-декоратор |
| 1984            | опера           | Манон Леско              | Manon Lescaut                      | Филармонический театр Вероны, (Италия) | Даниэль Обер | режиссёр-постановщик                                                         |
| 1985            | трагедия        | Баязет                   | Bajazet                            | Жан Расин                              | Théâtre Silvia Monfort, Париж (Франция)                                                                                        | режиссёр-постановщик, художник-декоратор, художник по костюмам               |
| 1985            | драма           | Монолог Адрамелеха       | Le Monologue d'Adramelech          | Валер Новарина                         | Опера Бастилии, Париж (Франция), 1986: Théâtre Municipal, Анси (Франция), Кан (Франция)                                        | режиссёр-постановщик                                                         |
| 1989            | балет           | Тщетная предосторожность | La Fille mal gardée                | Jean Dauberval / Ivo Cramér            | Ballet de l'Opéra de Nantes | художник-декоратор, художник по костюмам                                     |
| 1992            | балет           | Фигаро                   | Figaro eller Almaviva och kärleken | Луи Дюпор / Ivo Cramér                 | Дроттнингхольмский придворный театр, Стокгольм (Швеция)                                                                        | художник-декоратор, художник по костюмам                                     |
| 1992            | балет           | Ясон и Медея             | Jason et Médée                     | Жан-Жорж Новерр / Ivo Cramér           | «Рейнский балет» Национальной Рейнской оперы Мюлуза (Франция)                                                                  | художник-декоратор, художник по костюмам                                     |
| 1994            | опера           | Роланд-рыцарь            | Orlando Paladino                   | Йозеф Гайдн                            | Дроттнингхольмский придворный театр, Стокгольм (Швеция)                                                                        | художник-декоратор, художник по костюмам                                     |
| 1994            | опера-балет     | Верный пастух            | Il Pastor Fido                     | Георг Гендель                          | Баденский государственный театр, Фестиваль Генделя в Карлсруэ (Германия)                                                       | художник-декоратор, художник по костюмам                                     |

### Сочинения
- Geneviève Agel, Dominique Delouche. Les Chemins de Fellini: suivi du Journal d'un Bidoniste (фр.). — Paris: Éditions du Cerf, 1956. — 160 p. — (Collection 7e art).
- Dominique Delouche. Corps glorieux. — Tournai: la Renaissance du livre, 2003. — 111 с. — (Paroles d'aube). — ISBN 2-8046-0786-0.
- Dominique Delouche. Mes felliniennes années: 1954-1960. — Paris: P.A.S., 2007. — 194 с. — (Cinéma). — ISBN 978-2-9527738-1-2.
- Dominique Delouche en collaboration avec Florence Poudru. Violette Verdy. — Pantin: Centre national de la danse, 2008. — 185 с. — (Parcours d'artistes). — ISBN 978-2-914124-36-2.
- Dominique Delouche. Max & Danielle: les années Darrieux de Max Ophuls. — Grandvilliers: la Tour verte, 2011. — 132 с. — (Collection La Muse celluloïd). — ISBN 978-2-917-81908-1.
- Dominique Delouche. Visconti: le prince travesti. — Paris: Hermann, 2013. — 108 с. — (Vert paradis). — ISBN 978-2-7056-8719-9.
- Dominique Delouche, Zoé Valdés, Jean-Max Méjean. Giulietta Masina: la muse de Fellini. — Grandvilliers: la Tour verte, 2013. — 145 с. — (Collection La Muse celluloïd). — ISBN 978-2-917819-18-0.
- Dominique Delouche. La dernière place. — Paris: Orizons, 2015. — 188 с. — (Témoins-témoignages). — ISBN 979-10-309-0042-2.

## Награды, номинации, презентации
| Награды | Награды | Награды |
| --- | ------- | ------- |
| 1963 : Гран-при на кинофестивале Festival international des ciné-rencontres в Праде, Восточные Пиренеи (Франция) — Edith Stein (1962)                                                                          |         |         |
| 1963 : Гран-при на 8-м Международном кинофестивале в Вальядолиде (Испания) — La messe sur le monde de Teilhard de Chardin (1963)                                                                               |         |         |
| 1964 : Золотая орхидея на Международном фестивале балета в Нерви (итал. Festival internazionale del balletto di Nervi) (Италия) — L'adage (1964)                                                               |         |         |
| 1964 : Серебряная Гондола на 25-м Венецианском кинофестивале (Италия) — L'adage (1964) |         |         |
| 1966 : Piatto d’argento на 17-м Международном смотре документального фильма (итал. Mostra Internazionale del Film Documentario) в рамках 27-го Венецианского кинофестиваля (Италия) — Avec Claude Monet (1966) |         |         |
| 1967 : Гран-при на Festival Cortina d’Ampezzo (Италия) — Aquarelle (1966) |         |         |
| 1968 : Гран-при на Международном кинофестивале короткометражного кино в Оберхаузене (Германия) — But (1967) |         |         |
| 1968 : Приз за лучшую режиссуру на 2-м Международном фестивале спортивных и туристских фильмов (словен. Mednarodni festival športnih in turističnih filmov) в Крани (Югославия) — But (1967)                   |         |         |
| 1971 : Prix Max Ophüls — L'Homme de désir (1969) |         |         |
| 1974 : Гран-при за лучший короткометражный фильм на Cork Film Festival (Ирландия) — La mort du jeune poète (1974)                                                                                              |         |         |
| Номинации и участие в конкурсном отборе |         |         |
| 1961 : участие в конкурсе на 11-м Берлинском международном кинофестивале (Германия) — Maurice Gendron, la métamorphose du violoncelle (1961)                                                                   |         |         |
| 1961 : участие в конкурсе на 22-м Венецианском кинофестивале (Италия) — Le spectre de la danse (1960) |         |         |
| 1968 : отбор на конкурс на 21-го Каннского кинофестиваля (Франция) — Vingt quatre heures de la vie d'une femme (1968)                                                                                          |         |         |
| 1979 : номинация на Золотую пальмовую ветвь за короткометражный фильм на 32-м Каннском кинофестивале, (Франция) — La dame de Monte Carlo (1979)                                                                |         |         |
| 1989 : Venezia Risguardi — Omaggio a Jean Cocteau на 46-м Венецианском кинофестивале (Италия) — La voix humaine (1970)                                                                                         |         |         |
| 2008 : показ в программе Каннская классика на 61-м Каннском кинофестивале (Франция) — Vingt quatre heures de la vie d'une femme (1968)                                                                         |         |         |
| Презентации |         |         |
| 1965 : презентация в рамках программы « Films sur l'art » 4-й Парижской Биеннале (фр. Biennale de Paris) — L'Adage (1964), Parade (1965)                                                                       |         |         |
| 2008 : презентация на 19-м Festival Théâtres Au Cinéma, Бобиньи (Сен-Сен-Дени) — Denise Duval revisitée, ou La "Voix" retrouvée (1999), La Dame de Monte-Carlo (1979)                                          |         |         |
| 2009 : показ на VI Международном фестивале танцевального кино «Кинотанец» (Санкт-Петербург) — Les cahiers retrouvés de Nina Vyroubova (1996)                                                                   |         |         |